# آندریاس وازایوس
آندریاس وازایوس (انگلیسی: Andreas Vazaios؛ زادهٔ ۹ مهٔ ۱۹۹۴) شناگر اهل یونان است.
وی در مسابقات کشوری و بین‌المللی در مجموع برندهٔ ۴ مدال طلا، ۴ مدال نقره و ۴ مدال برنز شده‌است.